# 西小门站
西小门站（：／ Seosomun yeok */?）曾为韩国铁路京义线上的一个车站，位于首尔中区，在首尔站与新村站之间，已于1944年废止。

## 历史
- 1930年12月25日：开始使用。
- 1944年3月31日：停用本站。